# Partido Español Demócrata
El Partido Español Demócrata (PED) fue un partido político creado 1983 por Angelina Gómez Rueda, gerente de una agencia de publicidad y propietaria de un video club. Había sido militante de Alianza Popular en el barrio de San Andrés de Barcelona, donde llegó a ser vicepresidenta, pero tras discrepancias internas se dio de baja y fundó este partido.
Se definía como «progresista», postulaba «el pluralismo y la igualdad» y apostaba por potenciar «las relaciones externas» y el «idioma de cada región». Con estas siglas y las de Unidad Centrista Andaluza se presentaron a las elecciones al Parlamento de Cataluña de 1984 a las elecciones generales españolas de 1986 y las elecciones al Parlamento de Andalucía de 1990, con escasos resultados. 
En enero de 1994, se ordenó la paralización de sus actividades y se inició una investigación por fraude electoral.. Finalmente el partido fue disuelto en virtud de la sentencia emitida por la Audiencia de Madrid en el año 2000  tras darse por probado que al final se había convertido en como un instrumento de "lucro" personal, dado que el objetivo de presentarse a las elecciones era conseguir los listados del censo, que luego revendía.